# ケルケナ諸島
ケルケナ諸島 （ケルケナしょとう、英語: Kerkennah Islands、チュニジアアラビア語：قرقنة ）は、チュニジアのスファックス市北東の町シディ・マンスールから17.9 km沖合に浮かぶ地中海の島嶼群。行政上はスファックス県に属し、諸島で1郡を形成すると同時に1つの自治体でもある。域内には10の地区と12の集落があり、東西両端のシディ・ユセフとエル・アッタヤを結ぶ舗装道路は35 kmの長さに及ぶ。中心となる街はレムラ。諸島全体の合計面積は160 km2、人口は2014年現在で15,501人。
2つの主島、ガルビ島（Gharbi）とシェルギ島（Chergui）および12の小島（Gremdi、Roumadia、Rakadia、Sefnou、Charmadia、Ch'hima、Keblia、Jeblia、El Froukh、Firkik、Belgharsa、El Haj Hmida）からなる。ガルビ島は島内の集落にちなんでメリタ島とも呼ばれる。ガルビ島とシェルギ島は古代ローマ時代から600 mの道路で相互に結ばれている。
群島の北部には、タコの産地として知られるクラテンの港もある。2011年のジャスミン革命の際には、この町の漁師がイタリアなどヨーロッパへの渡航に失敗した難民の救助に当たった。

## 名前の由来
古典古代には、ディオドロス、ポリュビオス、リウィウス、プルタルコスらの多くの著作の中で、ケルキナ（Cercina）の名で見えている。これは貨物船が往来していた港町のリビュア人（ベルベル語）による名称であった。Kirkeni、Karkeneh、Querquanesなどの表記も存在する。紀元前5世紀のヘロドトスが言及したKyrannisの名は、手稿の写し間違いによるκの脱落と考えられる。

## 地理
スファックスから20 km離れたケルケナ諸島は、低平な地形と乾燥帯的な自然環境を特徴とする。標高は13 mで、海水面が上昇すれば消滅する可能性が高い。土壌は非常に塩分が多く、島の一部はサブカと呼ばれる潟湖群が占めている。降水量は年間200 mmにも満たない。島の気温は高く、最低でも15℃を下回らず、48℃に達することもしばしばである。この気候は、主としてガベス湾の中という位置関係が影響している。 強い海風が本土を渡ることで暑い乾いた風に変わり、わずかな水蒸気も、比較的涼しいチュニジア本土で先に失われてしまう。
これにより、島の生態系は概して、ヤシやハマアカザなどの背の高い乾生の植物が主流を占めており、またその多くは塩生植物である。群島内に典型的にみられる植物はヤシで、その群落が何十万の植物を覆っているが、水不足と非常に痩せた塩性の土壌のため分布は非常にまばらである。育つヤシの実は中身が乏しく家畜の餌に回されるほか、葉と樹幹が漁の道具を作るのに用いられる。
沖合に50 km伸びる大陸棚は、地中海におけるポシドニア、特にPosidonia oceanicaの最大の密集地の1つで、魚類、海綿、二枚貝・腹足類などの軟体動物、ウミガメなどの水生生物の生息地になっている。また、水鳥を含む渡り鳥の格好の越冬地でもあり、2012年にはラムサール条約の登録地に選ばれている。

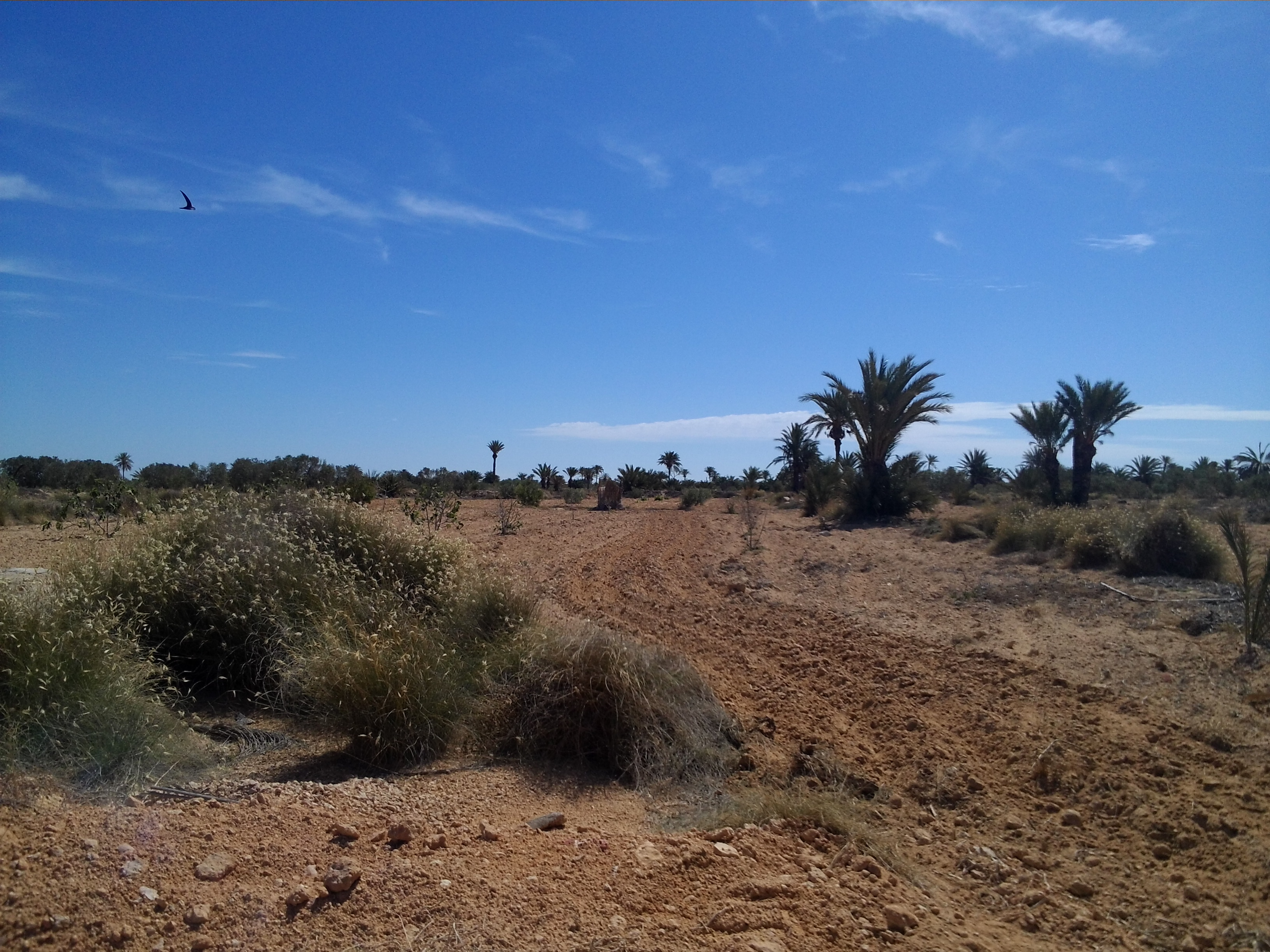
乾燥したケルケナの風景
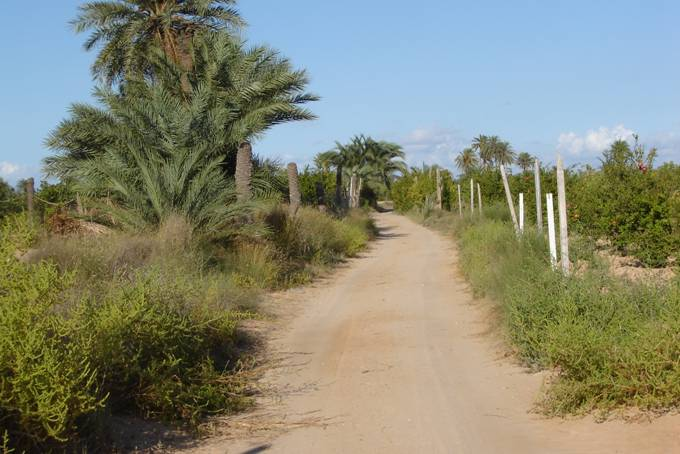
ヤシと果樹園の間の道
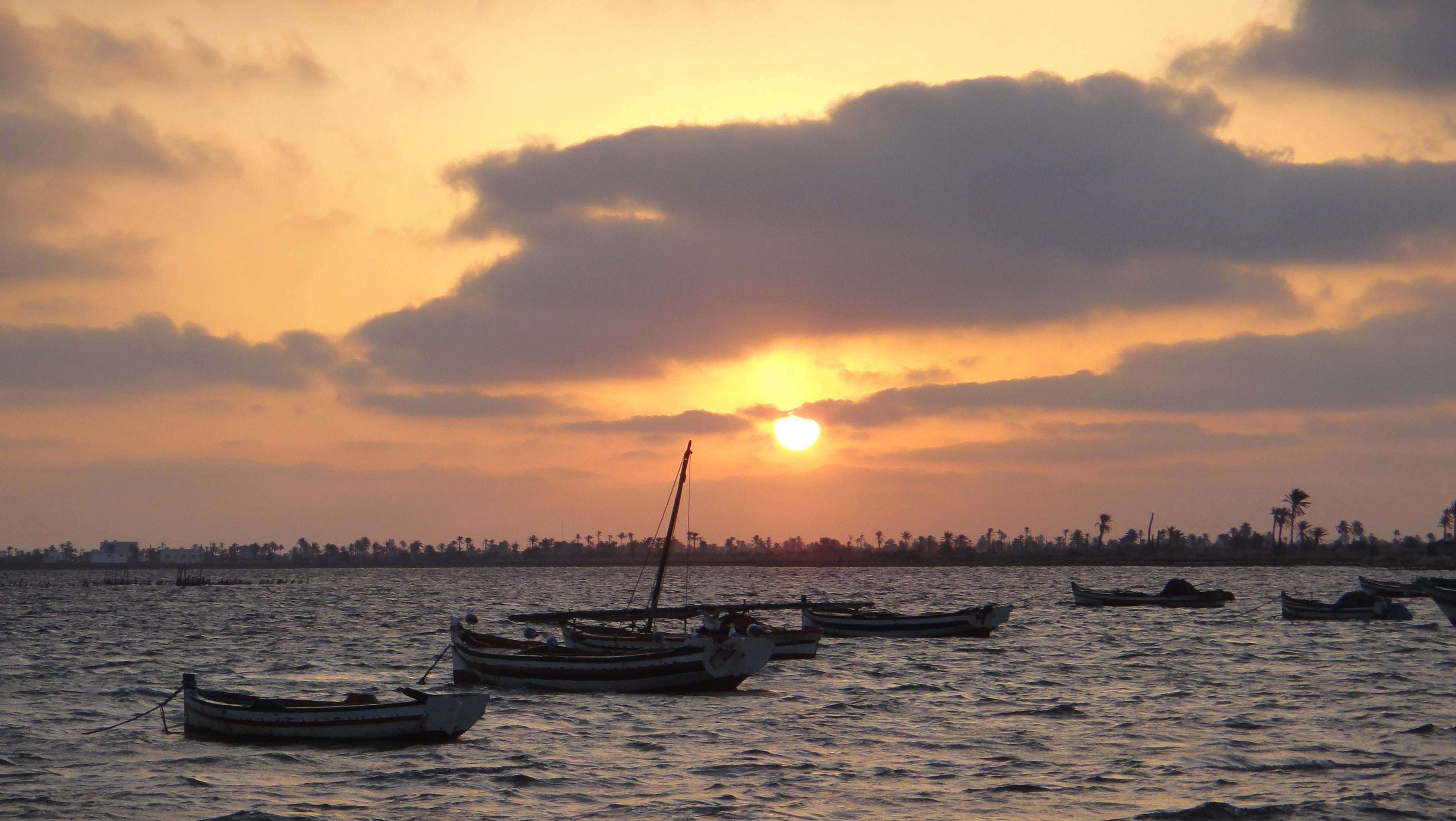
シェルギ村の日没

## 歴史
ヘロドトスは『歴史』において、ケルケナについて以下のように記している。
この国の近くには、カルタゴ人が報告するところによれば、キラウニスと呼ばれる200スタディアの非常に小さな島がある。大陸から容易に渡ることができ、島はすべてオリーブの木とブドウに覆われている。島には湖があり、その国の女性たちは、その水がめから瀝青を塗った鳥の羽でもって砂金をすくっていく。私はさてこれが事実かは知らないが、聞いた通り報告するにとどめておく。さらに言えば、私自身がザキントスの湖で瀝青をすくい上げられるのを目撃した経験からすると、この話はあるいは本当かもしれない。（…）リビアの近くの島から伝わった話が本当かもしれないというのはそのためである。
もっとも古い記述はこのように、フェニキア時代にまでさかのぼる。農作物の記述を見るに、当時の気候はおそらく今よりも雨が多かったと考えられる。
ローマ帝国の拡大期には、ローマ人が対岸の活動を記録するための港および見張り所として利用された。カエサルは紀元前46年、ポンペイウスとの戦いの最中に船隊の補給のため立ち寄っている。ケルケナ諸島が長きにわたり重要な家畜であるヒツジやヤギの牧草地であったことが事実とはいえ、この記述は、耕作におよそ適さない土地である今日の状態とは対照的である。
紀元前195年には、ザマの戦いに敗走したハンニバルの逃亡経路としても用いられ、フェニキア王アンティオコス3世と結託する数年前にこの地に滞在している。同じくタキトゥスも『年代記』において、アウグストゥスの娘大ユリアの愛人だったセンプロニウス・グラックスを不倫のかどでケルケナに14年間追放したことを報告している。彼は最終的に島で処刑された。
群島にローマ人の街が築かれたのは、おそらくこの時期であった。この街があった地はのち18世紀にはオスマン帝国によって占領され、ボルジ・ハサール要塞となる。西岸のシディ・フレジ近くのこの砦は、島に残る唯一の史跡である。ここから、海岸線が現在より2m高かった時代に用いられた塩漬けの甕や水槽の跡が見つかっている。対岸からの近さや渡航の容易さゆえに、ケルケナが本土の発展から取り残されることはいつの時代にも決してなかった。

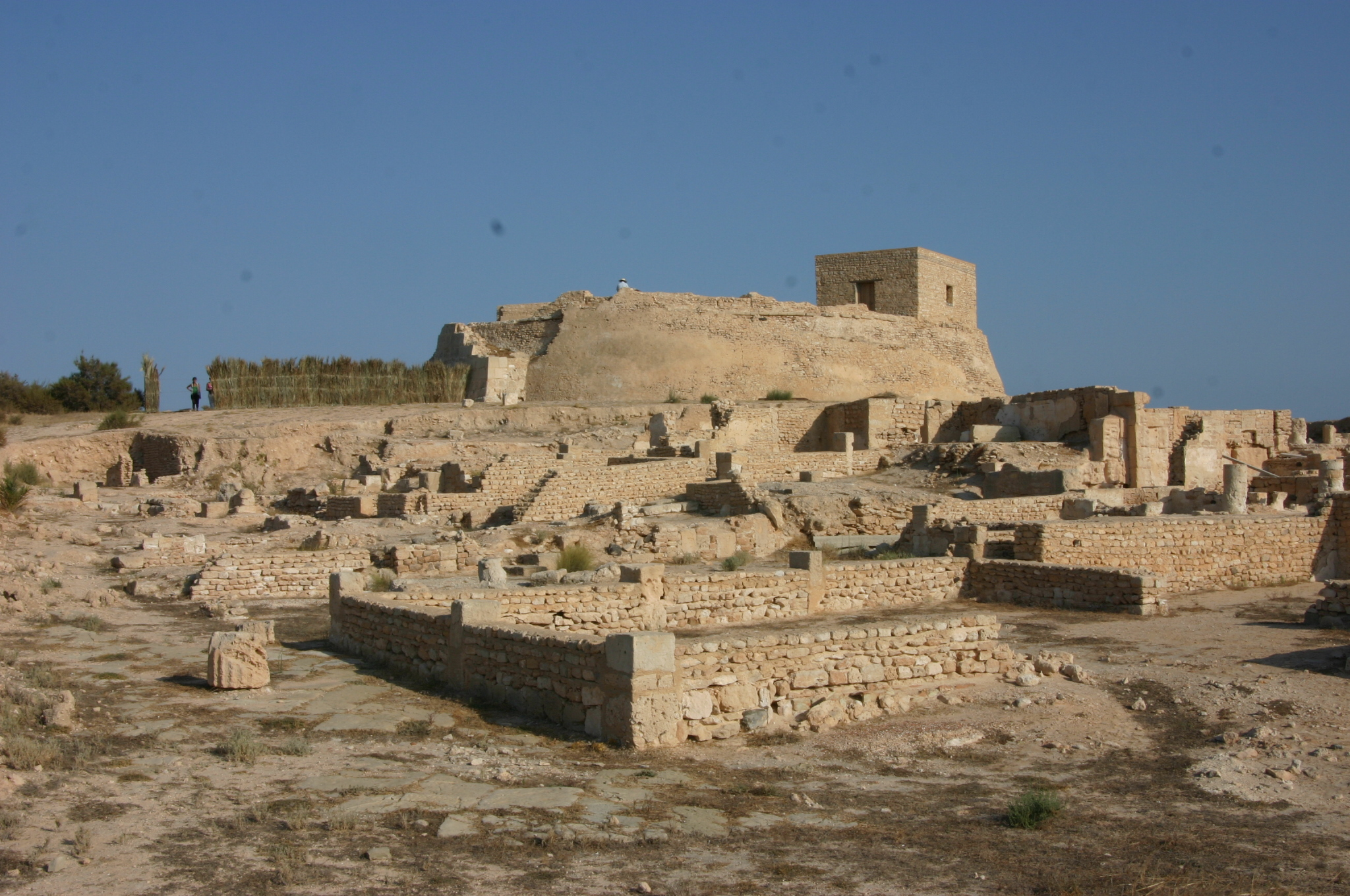
ボルジ・ハサール要塞跡

ローマ帝国下ではアフリカ属州、ヌミディア属州、ビザケーナ属州と次々に所属を変えつつ、4世紀には司教区となる。アリウス派のヴァンダル王フネリックが484年にカルタゴに召し呼んだカトリック司教、ケルキナ(Cercina)のアテニウスは、群島の最東端の島を教区として与えられた。532年には、ルスペの聖フルゲンティウスがキリスト教時代最後の修道院をエラマディアに築いている。
7世紀にはマグリブ地方のイスラム化に伴って改名され現在の名前になった。ほどなくして諸島は西地中海における諸勢力の係争地となり、続く12世紀にはムワッヒド朝に征服された。1284年、アラゴン王ペドロ1世がケルケナの支配権を握り、20年間ラウリア提督ルッジェーロの治下に、その後シチリア王国、スペイン帝国の支配下に入った。最終的には、ケルケナはオスマン君主セリム1世の命を受けて1574年にシナーン・パシャに征服され、海軍基地に供された。この後、多くの島民は商船や軍船の乗組員となった。
1807年初頭、フランソワ＝ルネ・ド・シャトーブリアンがケルケナ諸島で数日を過ごし、島の慣習であるシャルフィア（後述）について言及している。フランスのチュニジア保護国化を機に旅行記が書かれ、ケルケナ諸島やその島民についても記録された。叙述は当時の植民地的レイシズムに彩られてはいるものの非常に肯定的であり、ルソーの理想主義的な自然観に近しい。
我々が見、学ぶことを得た東洋全域の中で、ケルケナの島民は、かの人種のもつ欠陥が最も少ない人々のように我々には見受けられた。
1888年には、ケラビネ集落に初めてのフランス・アラブ人学校が開校した。1945年、チュニジア民族運動の主導者でのち初代チュニジア大統領となるハビーブ・ブルギーバが、エジプト亡命の際に島に匿われている。1946年には、ブルギーバの運動を側面から支えたチュニジア労働総同盟が、ケルケナ出身の活動家ファルハト・ハシードによって創設された。チュニジア独立の一大中央機関であるこの組織は、のちも折にふれてハビブ・アシュールやアブデッサレム・ジェラドのようなケルケナ出身の指導者に率いられることとなる。
ファルハト・ハシードは彼の後継者アシュールらとともに、エル・アバシアの村出身である。この村には、群島唯一の特筆すべき産業である製塩業が1902年に開かれた。戦間期の1920年代には、ヨーロッパ34か国、特にイタリアから来た300人の労働者を雇用していた。すなわち、サンディカリズムに感化するだけの興味を引く土壌がそこにはあったのである。

## 人口

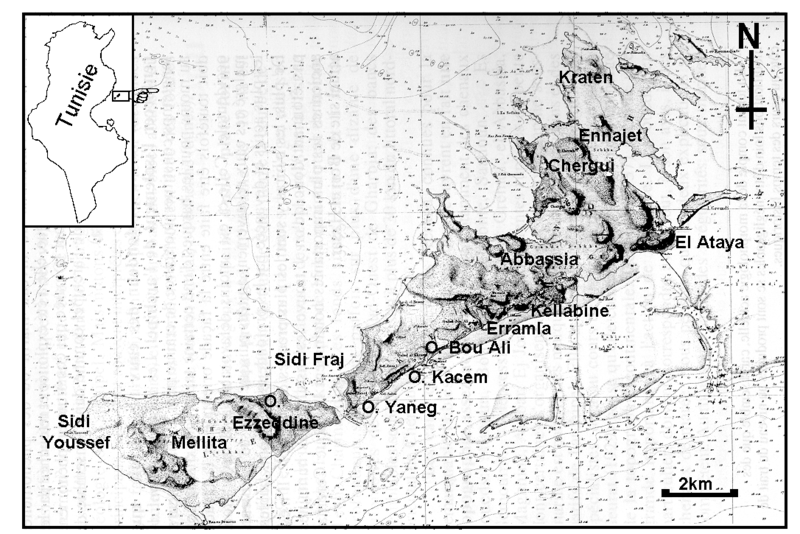
ガルビ島・シェルギ島の集落

群島の人口は、あるいはむしろ数世紀にわたる減少後の再増加とも言うべきであるが、チュニジア南部やリビアからの移民によって18世紀から増加した。島内の乏しい資源とケルケナの人々の移民の伝統が、何十年もの間人口をこの水準に保ってきたが、1980年代には旱魃の影響で著しい減少をみた。島では灌漑システムがうまく整備できず、清潔な水が急に枯渇してしまったことから、多くの島民はチュニジア本土最寄りのスファックスの町に出ることを余儀なくされた。
外に出た島民、特にスファックスやチュニス、あるいはフランスやイタリアなど外国からの出戻りによって、夏の間島の人口は平常時の10倍の150,000人にもなる。この移民の風潮は、インフラ面のみならず精神面においても諸島の近代化に一定の貢献を果たしており、それは島民の教育に対する熱意に表れている。

## 経済

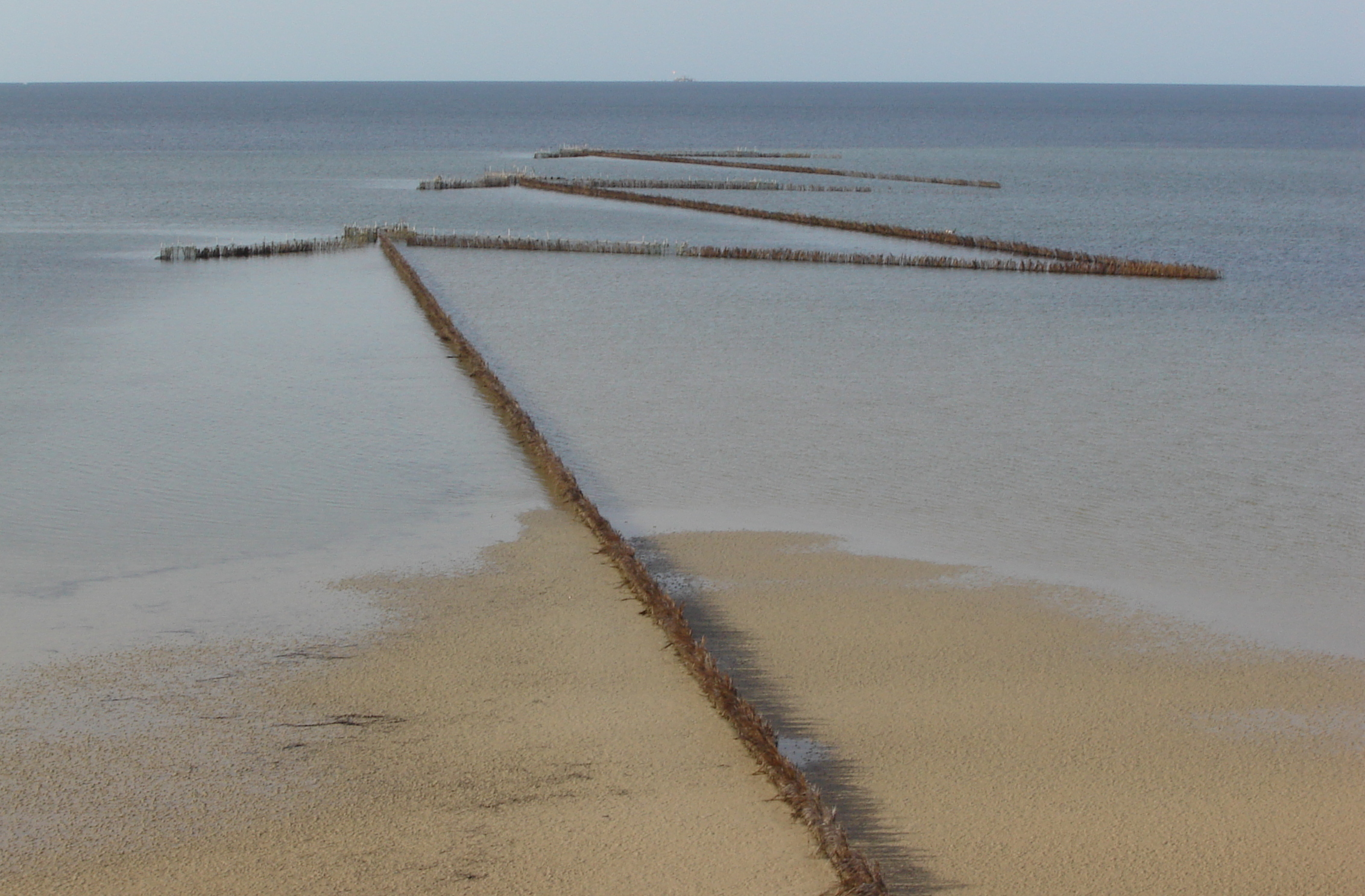
シャルフィアの仕組み
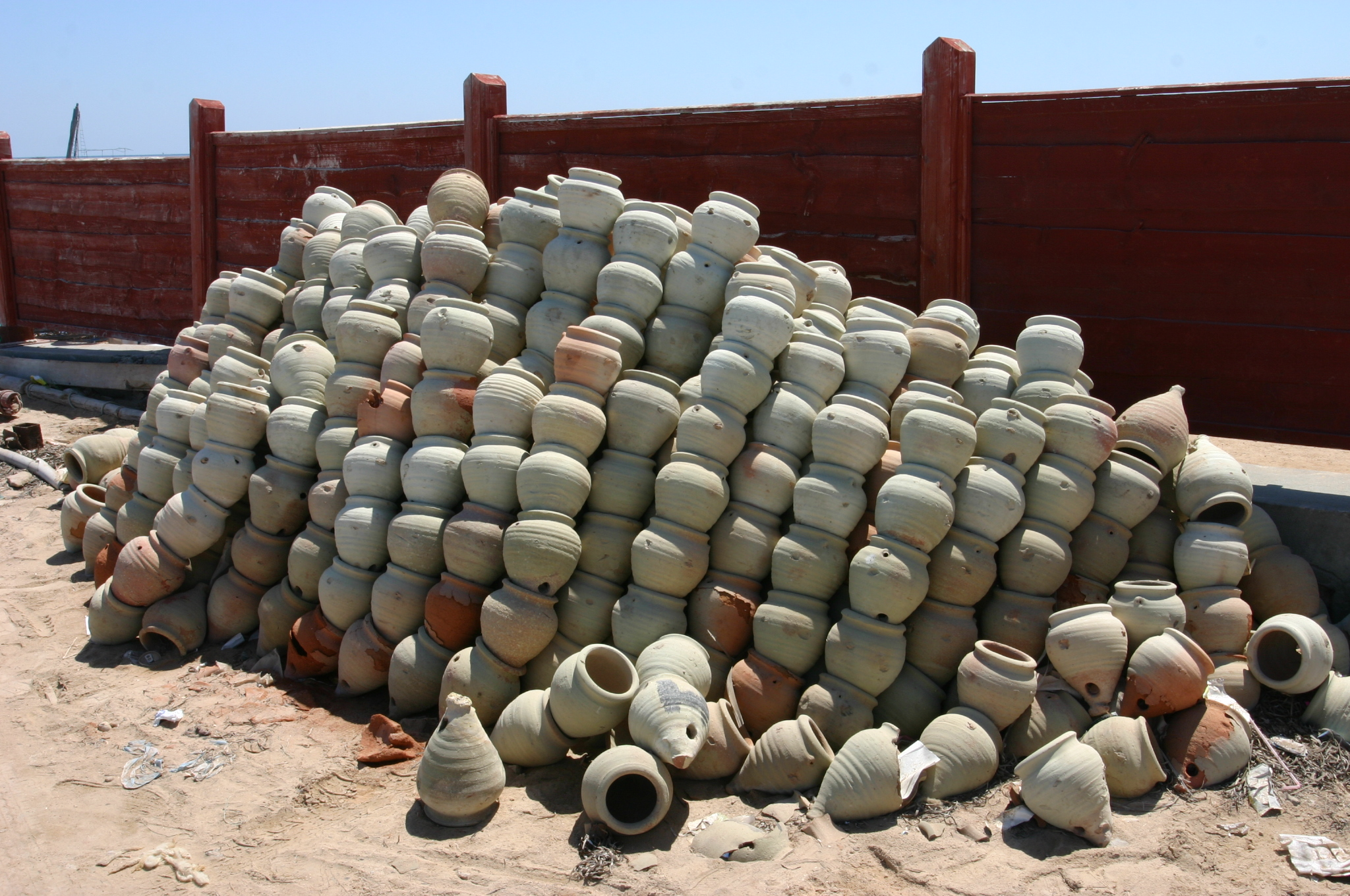
タコ漁に利用する甕

ケルケナでは自給的活動が主たる経済活動である。第一は漁業であり、広く行われるとともに古来からの伝統的な生業である。ケルケナはスファックス県の漁船の3分の2にあたる2,000艘のボートを保有するが、漁獲量は地域合計の12分の1未満である。
ケルケナ諸島は水深1-2 mの極端に浅い海に囲まれており、漁業資源も限られている。この地形的条件が、シャルフィア（Charfia）のような特殊な漁労技術を生むに至った。シャルフィアとは、海岸の一部分がプロットに区画され、その借地権が毎年漁のシーズン開始前に競売にかけられるもので、18世紀から続く伝統である。シャルフィアは2020年にユネスコの無形文化遺産に指定された。
主要な海産物は魚のほか、海綿や二枚貝などの貝類があるが、何より島を象徴する動物はタコである。タコの漁期は10月末から翌4月末の間で、瓶や陶器、コンクリートブロックなどの容器を置いて行われる。捕らえられたタコは叩き、洗ってから数週間天日干しにされ、チュニジア本土や近隣諸国に輸出されている。漁師たちは一般にはフェラッカとして知られるラテン式の帆船を用いるが、徐々にモーターボートも増えている。
小規模な自給的農業も見ることができるが、耕作には気候および土壌の制約が付きまとう。大麦を中心とする穀物、オリーブ、ブドウ、イチジクや園芸植物などが最小限の水の摂取量にも耐えられる。

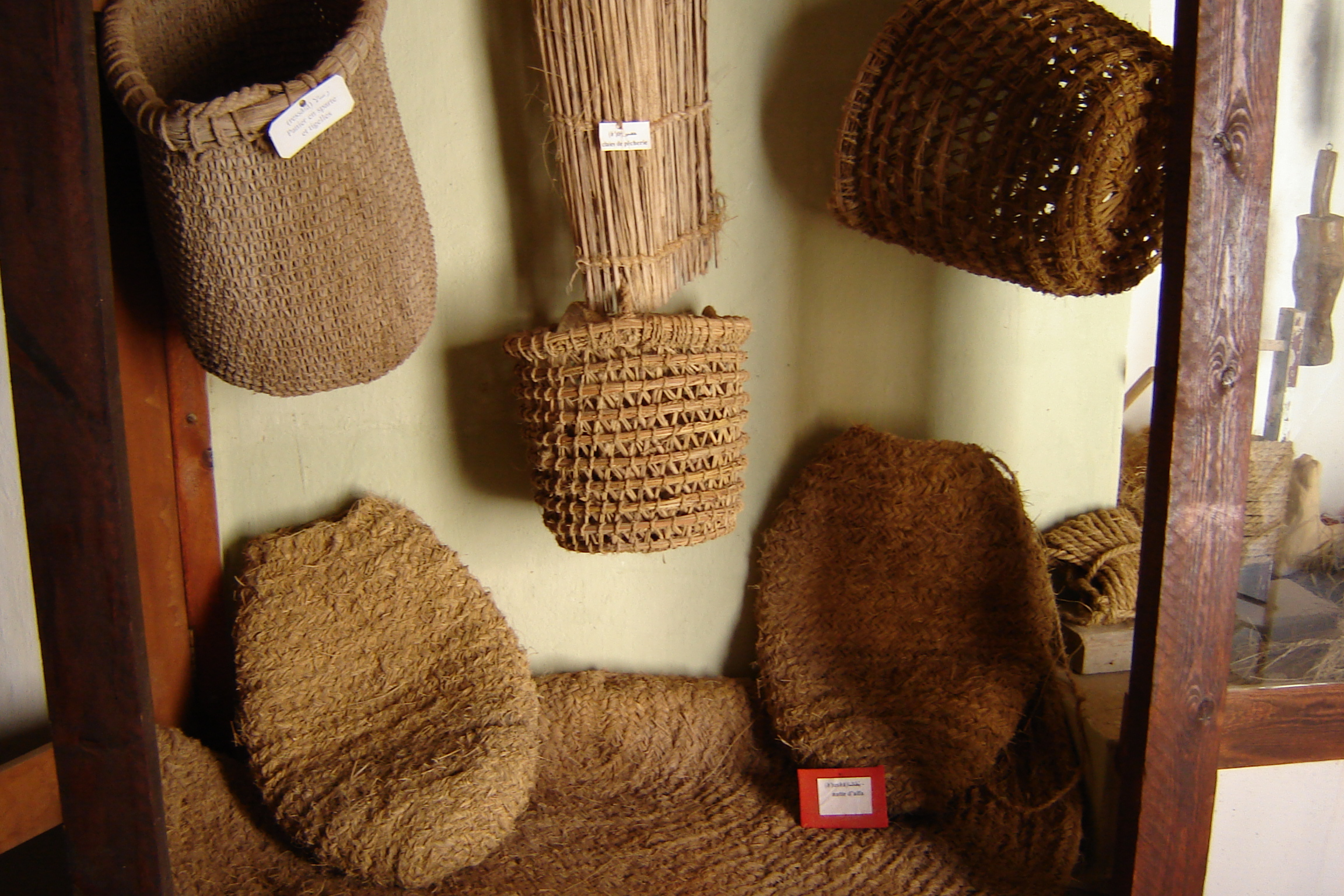
エスパルト・ヤシの民芸品

手工業も漁業に結びついており、地域資源であるエスパルトやヤシなどが漁網や縄を作るのに用いられる。地域に織物屋も存在するが、帽子やカゴもしばしば家で作られる。
観光業は1960年代に始まった最近の産業で、全国的な動きに対応するものである。しかし、島の孤立性と観光資源の乏しさに起因してか、ケルケナへの観光客は一貫してあまり多くない。ケルケナの「本物らしい」イメージがヨーロッパ、主にイギリスのツアー企画のセールスポイントになっている。宿泊施設は島の西端シディ・ユセフ行きフェリーの発着所があるシディ・フレジのわずかな観光区域に集中している。ここには全体として岩がちな海岸線の中で例外的な砂浜が存在する。
ケルケナ沖合の水域は、ブリティッシュ・ガス社が運営する「ケルケナ・フィールド」と呼ばれる重要なガス田の一部となっている。群島には他にも2つのガス田が所在し、ペトロファック社とティーナ石油サービス（TPS）社によって管理されている。ケルケナではペトロファック社との軋轢が高じて2016年に抗議運動が起こっており、その後海への石油流出をうけてTPS社にも抗議の声が上がっている。

## 文化
ガルビ島エル・アバシア集落にある地中海離島遺産博物館は、ケルケナ地中海島嶼研究センターの後援のもと、2004年末に開館した私立博物館である。学者Abdelhamid Fehriが指導している。伝統家屋のもとで、群島の歴史や民芸、その他の骨董品（浜辺に打ち上げられた鯨類の骨など）を展示品や再現映像、建物の装飾を通じて学ぶことができる。

### 音楽
紅白の衣装に身を包んだ演奏者・歌手が4人組をなし、結婚式などの儀式で演奏を行うのがケルケナの伝統音楽の形式である。踊りとともに土着の音楽の1つとしてエレジーが歌われる。

### 料理
ケルケナの名物はパタクレット（タイ科の小魚）、ミュレット（ボラの一種）や鯛などの地魚や、挽き割り大麦、ナツメヤシ、レーズンに手を加えたものであり、特に日干しのタコが有名である。これらはジェルバ島との主たる交易品であった蛸壺の中に容易に見つけることができる。島に電気が通ってからは、冷蔵が可能になり小型スーパーが増えるようになった。小型スーパーは今では全ての集落に置かれており、これによって食料品の幅が広がった。皮肉なことに、魚は高価で稀少品になりつつあるために、多くの島民は以前ほど頻繁には魚を食べられなくなっている。
ケルケナではレグミ（legmi）という甘い樹液からつくるケッシュ（qesh）というパームワインがあり、新鮮なうちに飲まなければならない。ただし、このワインの生産量は非常に限られている。

### 宗教
他のチュニジアの地域と同じく、イスラム教が大勢を占める。群島の守護聖人はモロッコのケニフラ出身のカンフィル・シディ・アリである。シディ・ヨセフやシディ・フレジなどの地名にも一部見える25人のマラブーがおり、これ対応する墓も存在する。

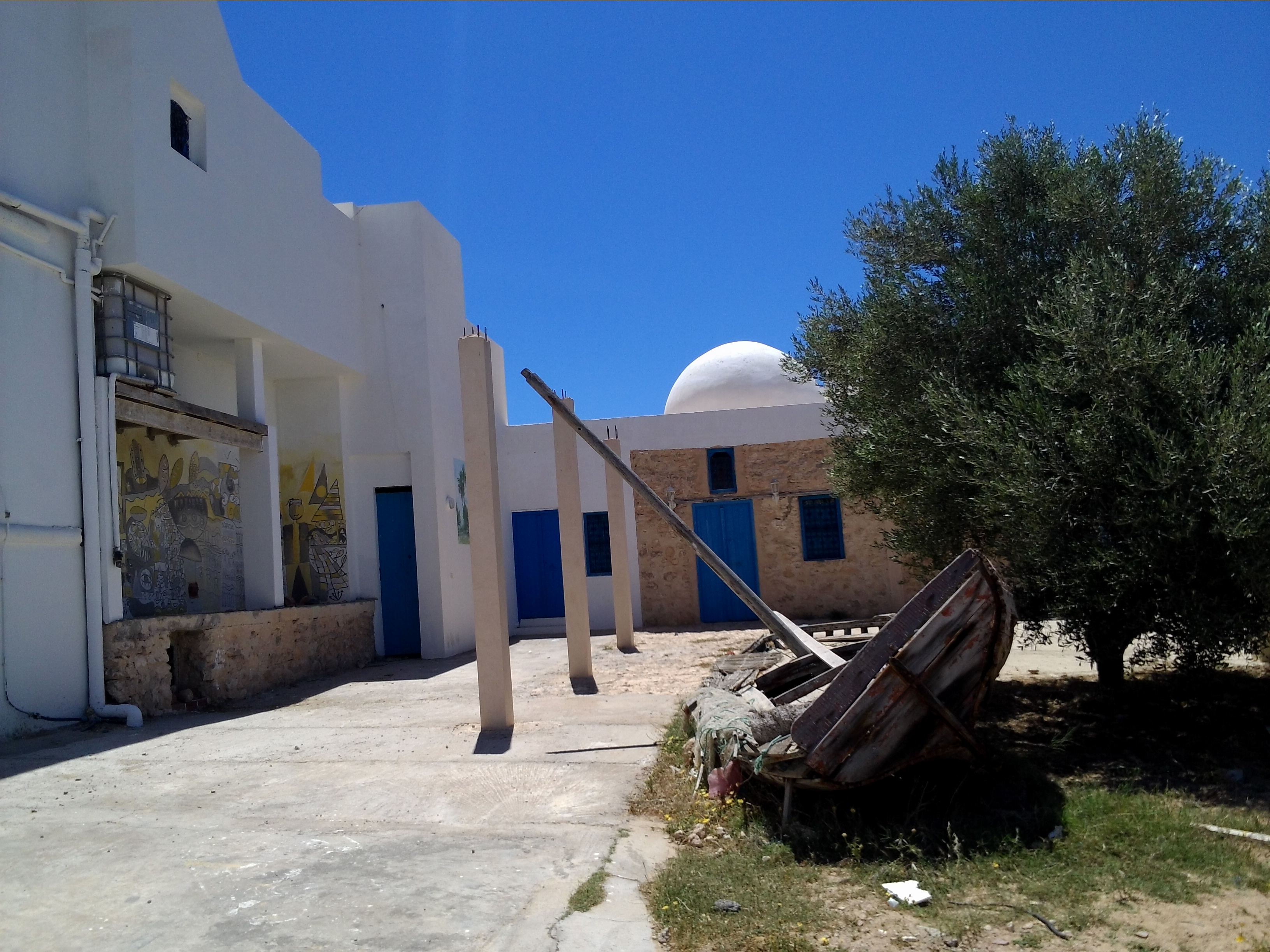
地中海離島遺産博物館の入口
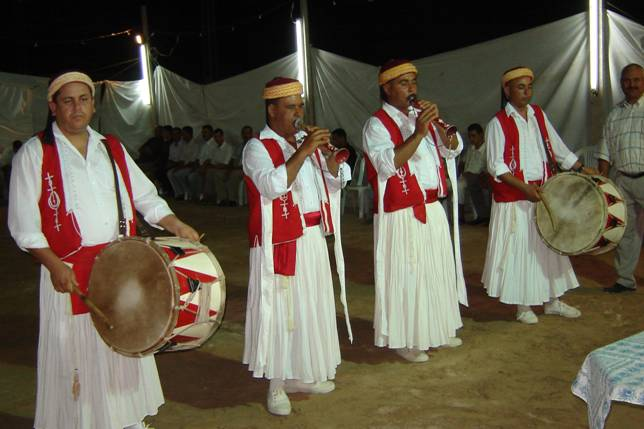
ケルケナの伝統的な楽団
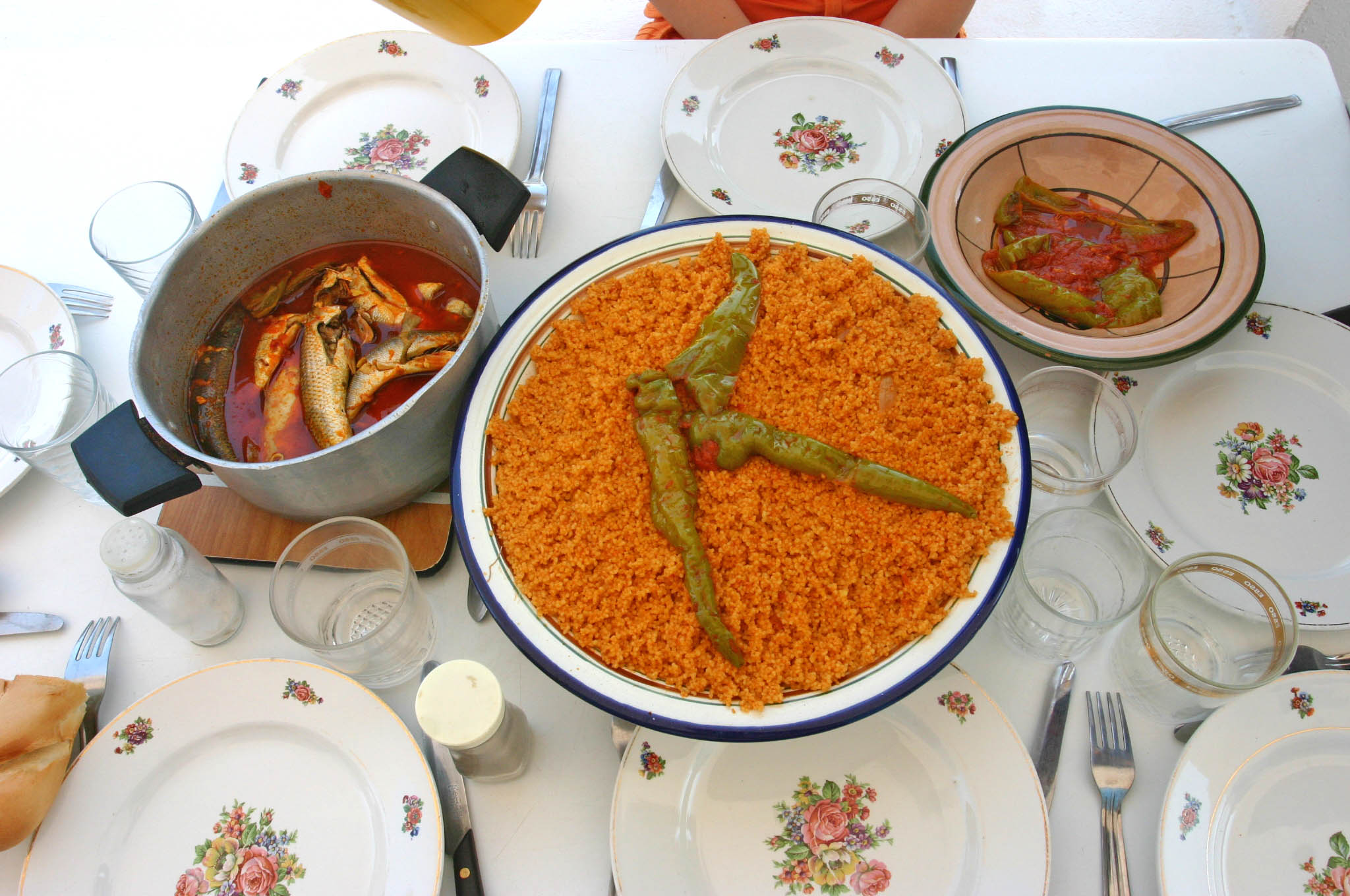
ケルケナ産の魚のクスクス
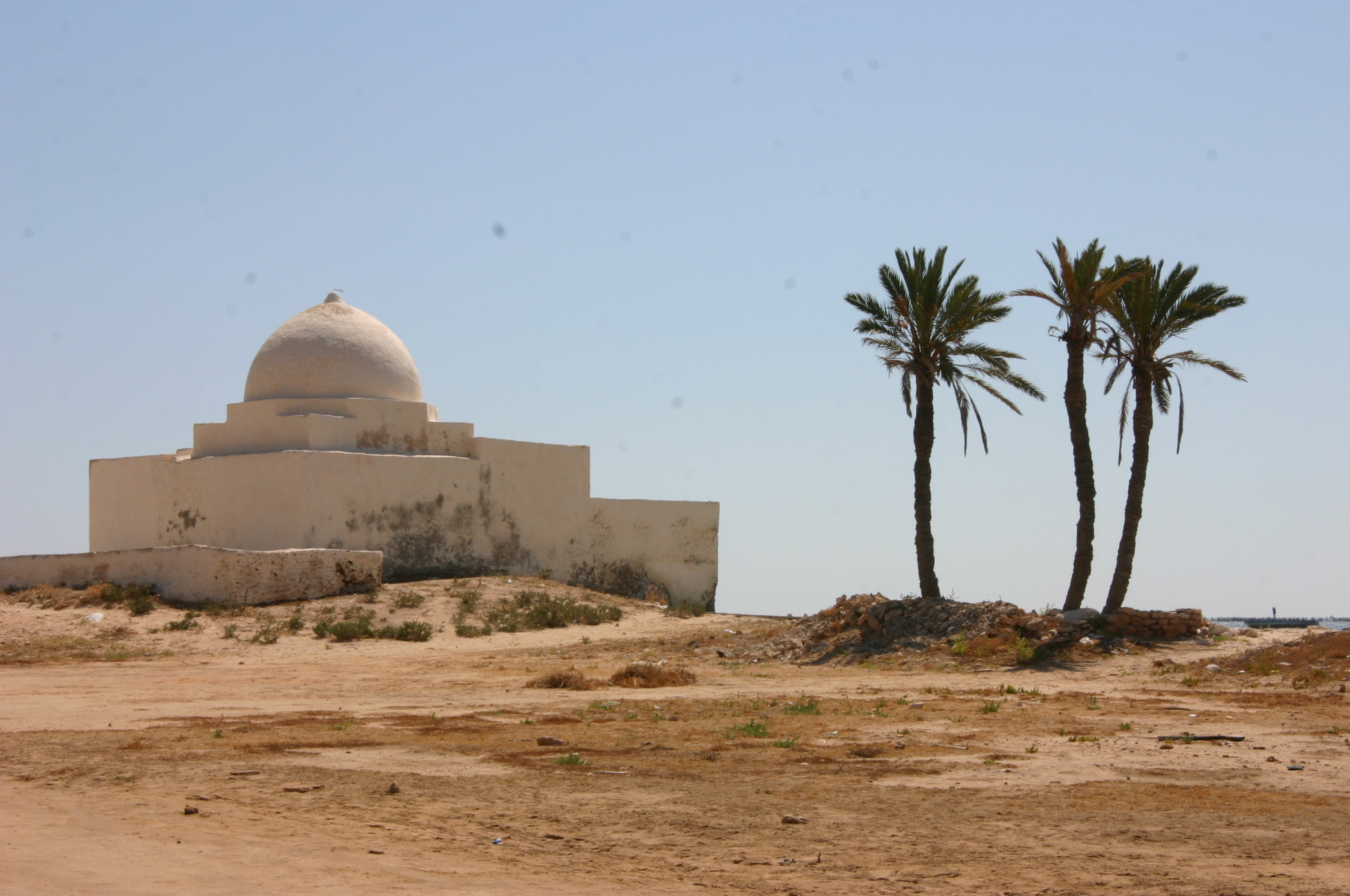
マラブーの墓

## 注
1. ↑  http://www.mediterraneanislands.org/island.php?island=kerkennah  2017年1月9日閲覧.
2. ↑  Lachheb, Ahmed. "Sfax: A Source of Illegal Immigration". tunisialive. 2013年4月22日閲覧.
3. 1 2 3  Claude Albore Livadie, Variazioni climatico-ambientali e impatto sull'uomo nell'area circum-mediterranea durante l'Olocene, éd. Edipuglia, Bari, 2003, p. 270 archive
4. ↑  Jean Servonnet, Fernand Lafitte et Jurien de la Gravière, En Tunisie : le golfe de Gabès en 1888, éd. Challamel, Paris, 1888, p. 88
5. ↑  Abdesslem Ben Hamida, « Migrations et modernité dans les îles Kerkennah », Cahiers de la Méditerranée, vol. 68, 30 avril 2006 archive
6. ↑  “Iles Kerkennah ou L'archipel de Kerkennah | Ramsar Sites Information Service”. rsis.ramsar.org (2012年2月2日). 2023年4月2日閲覧。
7. ↑  Hérodote, L'Enquête, Livre IV, 195 archive
8. ↑  Tacite, Annales, Livre I, 53 archive
9. ↑  G.-L. Feuille, v. Cercina, in Dictionnaire d'Histoire et de Géographie ecclésiastiques, vol. XII, Paris 1953, col. 160.
10. ↑  Stefano Antonio Morcelli, Africa christiana, Volume I, Brescia 1816, pp. 140–141.
11. ↑  François-René Chateaubriand, Itinéraire de Paris à Jérusalem, éd. Firmin Didot, Paris, 1856, pp. 148-149
12. ↑  Jean Servonnet, Fernand Lafitte et Jurien de la Gravière, op. cit., p. 127
13. ↑  Abdesslem Ben Hamida, « Migrations et modernité dans les îles Kerkennah », Cahiers de la Méditerranée, vol. 68, 30 avril 2006 archive
14. ↑  Jean Rous, Habib Bourguiba, éd. Martinsart, Romorantin-Lanthenay, 1984, p. 32
15. ↑  Abdesslem Ben Hamida, « Marginalité et nouvelles solidarités urbaines en Tunisie à l'époque coloniale », Cahiers de la Méditerranée, vol. 69, 10 mai 2006 archive, 著者はUGTTの歴史的方面におけるケルケナ人の特異な多さを分析している。
16. ↑  “UNESCO - Charfia fishing in the Kerkennah Islands” (英語). ich.unesco.org. 2023年4月2日閲覧。
17. ↑  « First gas from Chergui 8, Tunisia », Petrofac, 5 décembre 2014 archive
18. ↑  « Tunisie : affrontements entre manifestants et policiers à Kerkennah », Radio France internationale, 16 avril 2016 archive
19. ↑  « Fuite de pétrole sur les plages de Kerkennah », La Presse de Tunisie, 14 mars 2016 archive
20. ↑  Lucien Paye, Contes de Tunisie. Recueillis par le centre d'études des écoles maternelles et enfantines de Tunisie, éd. Hassan Mzali, Tunis, 1949